# Sobolewo (powiat wysokomazowiecki)

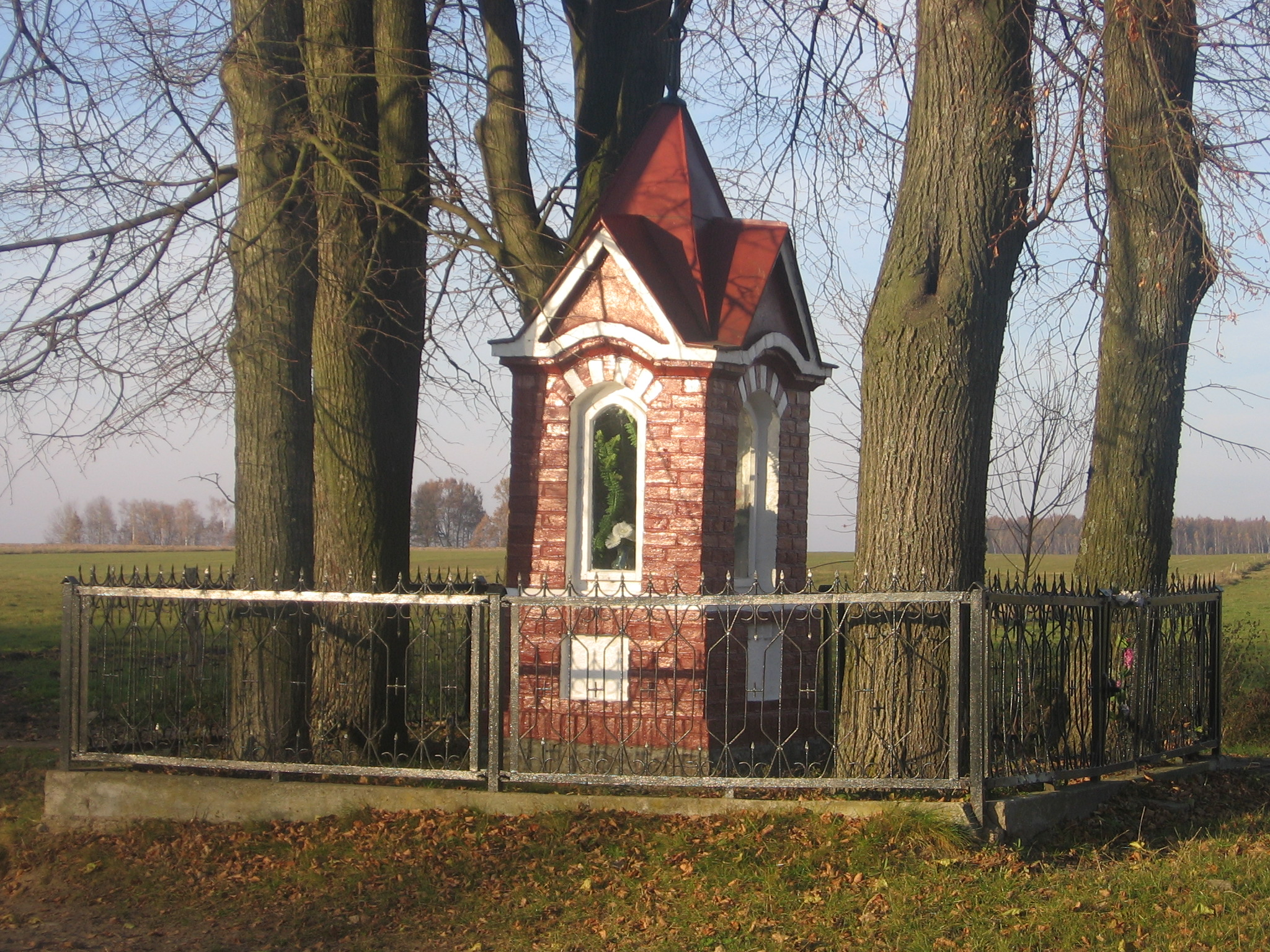
Kapliczka z lat 20 XX w.

Sobolewo – wieś w Polsce położona w województwie podlaskim, w powiecie wysokomazowieckim, w gminie Klukowo.
W latach 1975–1998 miejscowość należała administracyjnie do województwa łomżyńskiego.
W 2011 roku wieś zamieszkiwało 119 osób.
Wierni kościoła rzymskokatolickiego należą do parafii Najświętszej Maryi Panny Częstochowskiej w Klukowie.

## Historia
Sobolewo założono na ziemi nadanej w XV wieku rodowi herbu Ślepowron. W XVI należało do Kuczyńskich. Wieś wzmiankowana w dokumencie sądowym dotyczącym wymierzania gruntów w 1547 roku, w którym zapisano: a Łukasz z braćmi i synowcami, mają 100 łanów w Kuczynie Wielkim, Trojanowie, Klukowie, Sobolewie, Malinowie, Kapłani, i mają stawić 10 koni na wojnę.
W I Rzeczypospolitej należało do ziemi drohickiej w województwie podlaskim.
W następnych latach oprócz działów Kuczyńskich, istniały działy Łuniewskich, ale przede wszystkim Piętków z Piętek. Według spisu podatkowego z roku 1580: Ślachetny Szymon z Piętka, dał z bracią swą (....) z Sobolewa, z włók ziemskich 1 i pół, gr. 22.
W 1600 kupił tu ziemię Szymon Piętka zwany Pąk. Jego synami byli: Antoni, Mateusz, Jan, Salomon, Stanisław i Szymon, którzy zaczęli podpisywać się jako Sobolewscy herbu Ślepowron. W następnych latach wieś zamieszkiwali liczni Sobolewscy. Część z nich z powodu braku ziemi opuściła wieś:
- Jakub Sobolewski został pisarzem ziemskim, drohickim
- inny Sobolewski został w 1678 roku podsędkiem ziemskim, drohickim
- Mateusz, drugi syn Szymona Pąka zamieszkał prawdopodobnie w pobliżu Warszawy
  - synem Mateusza był Walenty, pisarz ziemski, warszawski
  - Stanisław, syn Walentego, podkomorzy warszawski i poseł na sejmy
  - Walenty Faustyn – z Piętek, herbu Ślepowron – Sobolewski, senator warszawski, poseł na Sejm Wielki, senator Księstwa Warszawskiego, minister sprawiedliwości Królestwa Polskiego[9]

W roku 1827 wieś liczyła 11 domów i 69 mieszkańców.
Od 1867 r. wieś należała do powiatu mazowieckiego, gmina Klukowo, parafia Kuczyn.
W 1921 roku były tu 24 domy i 145 mieszkańców.

## Współcześnie
Wieś typowo rolnicza. Produkcja roślinna podporządkowana hodowli krów mlecznych.